# Rita Vuyk
Margueritha (Rita) Vuyk (Londen, 23 juli 1913 - Amsterdam, 20 maart 1989) was een Nederlands psychologe en hoogleraar. Ze was de eerste vrouwelijke hoogleraar psychologie van Nederland en verbonden aan de Universiteit van Amsterdam.

## Biografie
Margueritha Vuyk werd geboren op 23 juli 1913 in de Engelse hoofdstad Londen als dochter van Pieter Vuyk en Jadwiga Rosenblatt. Ze groeide op in Nederland. Ze volgde eerst middelbaar onderwijs in Baarn maar in 1927 verhuisde ze naar Amsterdam waar ze haar opleiding vervolgde. In 1935 begon ze aan een studie psychologie aan de Universiteit van Amsterdam waar ze geïnspireerd werd door de hoogleraar in de psychologie Géza Révész. In 1938 ging ze aan de slag als de assistente van Maria Clara. Ze moest in 1943 haar opleiding onderbreken omdat de opleiding stopgezet werd. Er was geweigerd om de loyaliteitsverklaring van de Duitse bezetters te tekenen maar ze zette haar onderzoek zelfstandig voort. Dit leidde er toe dat ze in 1945 onder Géza Révész promoveerde op het proefschrift Experimenteel onderzoek over analogievorming en inductie bij vijf- en zesjarige kinderen. Vervolgens werkte ze als assistent bij het psychologisch laboratorium van de Universiteit van Amsterdam.
In 1948 werd ze aangesteld als privaatdocent psychologie van het kleine kind aan het psychologisch laboratorium. Haar openbare les luidde Het fantasieleven van het kleine kind in de psychologie en psychoanalyse. In 1952 werd ze lector ontwikkelingspsychologie en psychodiagnostiek bij kinderen aan de Universiteit van Amsterdam. Deze keer ging haar openbare les over projectieverschijnselen bij kinderen. In deze periode verrichtte ze onderzoek naar welke uitkomsten een projectietest op een jonge leeftijd kan hebben. Ze realiseerde zich dat een theoretische onderbouwing ontbrak waarna ze haar onderzoeksterrein verlegde naar volledige gezinnen met twee kinderen. In 1960 volgde haar benoeming tot hoogleraar psychologische ontwikkelingsleer en haar inaugurele rede luidde De persoonlijkheidsontwikkeling in gezinnen met twee zoons. Ze begon in 1966 ze met onderzoek naar lessen op de middelbare school. De directe aanleiding hiervan was de invoering van de Mammoetwet. Het onderzoek stelde haar in staat om de ‘Methode-Vuyk’ te ontwikkelen. Ze werd in 1970 benoemd tot decaan maar moest na vijf jaar onder dwang van haar collega’s aftreden omdat ze te vaak partij koos voor protesterende studenten.
In 1978 ging ze met emeritaat. Ze overleed op vijfenzeventigjarige leeftijd in Amsterdam. In maart 2019 vernoemde de gemeente Amsterdam een brug op het Roeterseiland naar haar: de Rita Vuykbrug.

## Publicaties (selectie)
- Experimenteel onderzoek over analogievorming en inductie bij vijf- en zesjarige kinderen (1945).
- Plaatjes (1954).
- Leerboek der Psychologie (1958). met Bert Duijker en B.G. Palland
- Het kind en zijn leeftijdgenoten: Deel A (1963).
- Het levenswerk van Jean Piaget, De Psycholoog XV, 10 (1980). 555-561.
- Overview and Critique of Piaget’s Genetic Epistemology, 2 delen (1981).
- Opgroeien onder moeilijke gezinsomstandigheden (1986).